# Vieilles-Maisons-sur-Joudry
Vieilles-Maisons-sur-Joudry es una población y comuna francesa, situada en la región de Centro, departamento de Loiret, en el distrito de Montargis y cantón de Lorris.

## Demografía
| 317 | 332 | 353 | 336 | 345 | 462 |
| Para los censos de 1962 a 1999 la población legal corresponde a la población sin duplicidades (Fuente: INSEE [Consultar]) |     |     |     |     |     |